# Denis Moschitto
Denis Moschitto (né le 22 juin 1977 à Cologne) est un acteur allemand, d’origine italo-turque.
Il est connu pour ses rôles dans Chiko (2008), Kebab Connection (2004), Closed Circuit (2013) et In the Fade (2017).